# Tomas Tomke

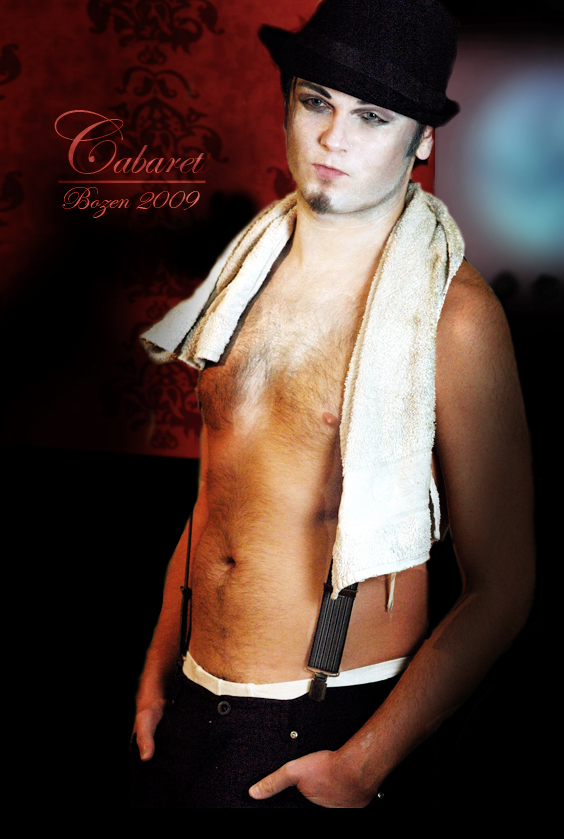
Tomas Tomke als Conférencier im Musical Cabaret

Tomas Tomke (* 7. Mai 1981 in Linz) ist ein österreichischer Schauspieler, Sänger und Musicaldarsteller.
Tomas Tomke erhielt seine Ausbildung von 2002 bis 2006 an der Konservatorium Wien Privatuniversität mit Schauspiel-Unterricht u. a. bei Erhard Pauer sowie Gesangsunterricht bei Martti Föhr, Sebastian Vittucci und Gordon Bovinet. Im Juni 2006 beendete er sein Studium mit Auszeichnung und dem Titel Bachelor of Arts. 2006 war er zusammen mit Vincent Bueno Preisträger des Fidelio-Wettbewerbs.

## Musical
Im Sommer 2007 war er bei den Bad Hersfelder Festspielen unter anderem als Enjolras in Les Misérables zu sehen.
Am 19. Januar 2008 feierte er im Volkstheater Rostock mit dem Musical Dracula (Karel Svoboda) gleich in zwei Rollen Premiere. Die letzte Vorstellung der Spielserie war am 14. Januar 2009.

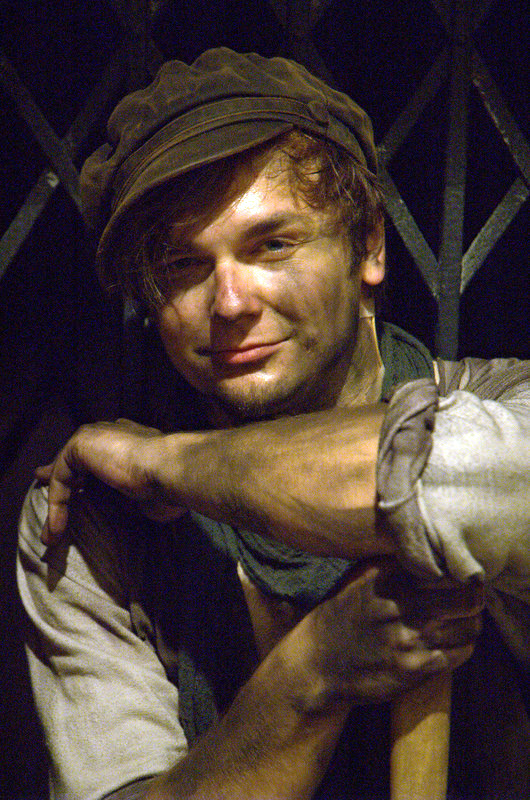
Tomas Tomke als Heizer Frederick Barrett im Musical Titanic

Juni und Juli 2008 spielte Tomas Tomke den Heizer Frederick Barrett im Musical TITANIC von Maury Yeston (Musik) und Peter Stone (Libretto) bei den Open Air Festspielen des Opernhauses Magdeburg. Im Sommer 2009 wurde dieses Stück wieder aufgenommen.
Zuletzt war Tomas Tomke von 14. bis 30. Mai 2009 im Musical Cabaret bei den Vereinigten Bühnen Bozen in der Rolle des Conférencier zu sehen.
- April 2003: Out-Fit-For-Life (Musical-Revue), Studio 22 Wien
- Mai 2004: Company (Rolle: Harry), Konservatorium Wien Privatuniversität
- Jänner 2005: Rocky Reloaded (Rolle: Frank N. Furter), Konservatorium Wien Privatuniversität
- Jänner 2006: Casting (Rolle: Tom orig.), Wiener Metropol
- Sommer 2006: Geggis Reloaded (Rolle: Rokko orig.), Stadttheater Wiener Neustadt
- Sommer 2007: Les Misérables (Rollen: Courfeyrac / Cover Enjolras), Bad Hersfelder Festspiele
- April–Juni 2008: Kuss der Spinnenfrau (Rollen: Emilio / Aurelio alt. / Cover Gabriel), Stadttheater Flensburg
- Jänner 2008–Jänner 2009: Dracula (Rollen: Steven / Nick), Volkstheater Rostock
- Mai 2009: Cabaret (Rolle: Conférencier, Vereinigte Bühnen Bozen)
- Sommer 2008 & 2009: Titanic (Rolle: Frederick Barrett), Opernhaus Magdeburg

## Schauspiel
- Sommer 2004: Der Kaufmann von Venedig (Rolle: Lorenzo), Kultursommer Parndorf
- Herbst 2004: Der Kreidekreis von Klabund (Rollen: Prinz / Kaiser), Theater Experiment Wien
- Sommer 2005: Franz und Karl – Die Räuberkinder (Rolle: Karl),  Altmühlseefestspiele
- Sommer 2005: Othello darf nicht platzen (Rolle: Page), Altmühlseefestspiele

## Operette
- Jänner 2004: Im weißen Rößl (Rolle: Dr. Otto Siedler), Konservatorium Wien Privatuniversität
- Mai 2005: Saison in Salzburg (Rolle: Frank Immermann), StadtTheater walfischgasse Wien